# Borradailov triptih
Borradeilov triptih je bizantinski triptih iz slonovine, izklesan v Konstantinoplu (danes Carigrad) med letoma 900 in 1000. Leta 1923  ga je Britanskemu muzeju zapustil Charles Borradaile in je del slonovine Romanove skupine, ki je tesno povezana s cesarskim dvorom, skupaj s  Harbavillskim triptihom in Wernherjevim triptihom.

## Opis
Osrednja plošča triptiha je izklesana s Križanjem, z Devico Marijo in svetim Janezom na vsaki strani in s polvisokimi figurami nadangelov Mihaela in Gabriela zgoraj. Grški napis nad glavami se glasi: »Glej svojega sina, glej svojo mater« (Janez 19,26-7). Na levem krilu, od vrha do dna, so izrezljani sveti Kirik, sveti Jurij in Teodor Stratelates, s svetim Menasom in svetim Prokopijem spodaj; na desnem listu so izrezljane figure svetega Janeza, svetega Evstatija, Klemena iz Ansire s svetim Štefanom in svetim Kirijonom zgoraj. Na hrbtni strani sta dva križa in rondeli s poprsji  svetega Joakima in svete Ane v središču, s svetim Vasiljem in sveto Barbaro ter Janezom Perzijcem in svetim Teklom v krilih.  Na desnem robu lahko vidimo sledi barve.

## Izvirni lastnik
Izbira svetnikov mora odražati interese pokrovitelja, ki je prvotno naročil triptih. Razmišljalo se je, da je bil narejen za Ano Porfirogenito, hčerko cesarja Romana II., vendar tega ni mogoče utemeljiti.